# 아사노 요
아사노 요(일본어: 浅野 ヨンエ, 1984년 11월 4일~)는 일본의 여성 가수이다.